# La Casa Blanca (Montmany)
La Casa Blanca és una masia del terme municipal de Figaró-Montmany, pertanyent a la comarca del Vallès Oriental, dins de l'àmbit de l'antic poble rural de Montmany de Puiggraciós. Està situada en el sector de ponent del terme i al nord-oest del que fou el nucli principal del poble de Montmany, on hi ha l'antiga església de Sant Pau de Montmany i la masia de l'Ullar. És a prop i al sud del Castell de Montmany, a l'extrem sud-occidental de la serra de la Cospinera. És també al nord de Cal Pèl-roig i al sud-est del Romaní.